# Abder Ramdane
Abder Ramdane (* 23. Februar 1974 in Nîmes) ist ein ehemaliger französischer Fußballspieler und arbeitet heute als Fußballtrainer. Seit dem 7. Februar 2024 steht Abder Ramdane als Trainer beim belgischen Club Olympic Charleroi unter Vertrag.

## Karriere als Spieler
In Frankreich spielte Abder Ramdane von 1994 drei Jahre lang für Olympique Nîmes, unterbrochen von seinem Einsatz in der ersten Division für Le Havre AC in der Saison 1996/97. Von 1998 an absolvierte der offensive Mittelfeldspieler für Hansa Rostock 21 Bundesligaspiele, bevor er 1999 zum Bundesligisten SC Freiburg wechselte. Dort bestritt er bis 2003 insgesamt 91 Erst- und Zweitligaspiele und erzielte zehn Tore. In der Zweitliga-Saison 2002/03 brach er sich im vorletzten Spiel die Kniescheibe. Er stand zwar noch bis 2005 bei den Breisgauern unter Vertrag, konnte sich von seiner Verletzung aber nicht erholen und musste seine Karriere beenden, ohne auf den Platz zurückzukehren.
Seine wichtigen Tore beim Kampf um die internationalen Plätze 2001 und beim Wiederaufstieg in die Bundesliga 2003 machten ihn zu einem der Lieblinge der SC Freiburg-Fans, die ihn häufig mit dem Sprechchor „Ramdane oho“ feierten.

## Karriere als (Co-)Trainer
2006 absolvierte Ramdane seine Trainerausbildung, während er als Co-Trainer der U 19 bei Borussia Mönchengladbach arbeitete. 2007 wechselte er als Co-Trainer von Ewald Lienen zu Panionios Athen. Vom 13. Mai 2009 bis 17. Juni 2010 trainierte das Duo die Mannschaft des TSV 1860 München und wechselte dann zu Olympiakos Piräus.
Weitere Stationen der Co-Trainer-Tätigkeit von Ramdane sind DSC Arminia Bielefeld und Oțelul Galați.
Berufsbegleitend absolvierte er Ausbildungen im Bereich Life Kinetik sowie zum Reiss Profile, das als Diagnoseinstrument für menschliche Motivation gilt.
Nachdem Ewald Lienen beim FC St. Pauli vom Trainerposten zum Technischen Direktor wechselte, beendete Ramdane zum 30. Juni 2017 seinen seit dem 16. Dezember 2014 laufenden Vertrag.
Vom 1. Juli 2018 bis 30. Juni 2019 Stand Abder Ramdane als Co-Trainer beim belgischen Club Royale Union Saint-Gilloise unter Vertrag.
Danach wechselt er als Co-Trainer zum damaligen französischen Erstligisten Amiens Sporting Club, wo er bis zum 28. September 2020 unter Vertrag stand.
Im Anschluss folgten kürzere Stationen als Trainer beim belgischen Drittligisten Zébra Élites vom 22. Juli 2022 bis 5. März 2023, als Stützpunktkoordinator vom Olympic Charleroi vom 13. Juli bis 14. November 2023 sowie als Cheftrainer ab dem 15. November 2023 beim belgischen Amateurklub JS Tamines. Dieses beendete er am 6. Februar 2024 bereits wieder, um ab 7. Februar bei Olympic Charleroi zu wirken.